# Onthophagus pusillus
Onthophagus pusillus är en skalbaggsart som beskrevs av Fabricius 1798. Onthophagus pusillus ingår i släktet Onthophagus och familjen bladhorningar. Inga underarter finns listade i Catalogue of Life.